# Trixie Gardner
Pour les articles homonymes, voir Gardner.
Rachel Trixie Anne Gardner, baronne Gardner de Parkes (née McGirr ; le 17 juillet 1927 et morte le 14 avril 2024) est une dentiste d'origine australienne et membre conservateur de la Chambre des lords britannique. Elle est la première femme australienne à avoir été élevée à la pairie.

## Biographie
La baronne Gardner est née à Parkes, en Nouvelle-Galles du Sud, fille de Greg McGirr, ancien chef du Parti travailliste de Nouvelle-Galles du Sud. Elle obtient un Bachelor of Dental Surgery (BDS) en 1954 à l'Université de Sydney et étudie à Paris au Cordon Bleu. Elle s'installe au Royaume-Uni en 1957.
Gardner est conseillère du Westminster City Council de 1968 à 1978 et Lady Mayoress (lorsque son mari est Lord Maire) de 1987 à 1988. En 1970, elle se présente pour le Parti conservateur contre Barbara Castle du Labour à Blackburn, et en février 1974, contre le libéral John Pardoe à North Cornwall.
En 1971, elle est nommée juge de paix. De plus, elle est élue membre du Greater London Council (GLC) représentant Havering (1970-1973) et Enfield Southgate (1977-1986) jusqu'à l'abolition du GLC. Elle occupe divers mandats d'administrateur et est la représentante du Royaume-Uni à la Commission du statut de la femme des Nations unies de 1982 à 1988.
Le 19 juin 1981, elle est créée pair à vie en tant que baronne Gardner de Parkes, de Southgate dans le Grand Londres et de Parkes dans l'État de Nouvelle-Galles du Sud et du Commonwealth d'Australie. Le 4 avril 2007, elle est nommée membre honoraire de l'Université de Sydney.

## Famille
Son mari, Kevin Gardner (1930–2007), est également originaire d'Australie. Il fait ses études au Waverley College et remporte une bourse à l'Université de Sydney pour étudier la dentisterie, remportant le prix Arnott de chirurgie buccale en 1954. Il passe un an au sein du personnel enseignant de l'université à l'hôpital dentaire de Sydney avant de se rendre à Londres en 1955. Il épouse Trixie McGirr en 1956 à Paris, et ils s'installent à Londres.
En mai 1982, l'année qui suit son entrée à la Chambre des lords, Kevin est élu au conseil municipal de Westminster, où Trixie était conseillère depuis 1968. Il est le premier Australien à être le maire de Westminster. Il est réélu conseiller en 2006 à 75 ans. Kevin Gardner est décédé l'année suivante, en 2007. Le couple a trois filles: Joanna, Rachel et Sarah. Joanna est maire (2008–09) du Royal Borough de Kensington et Chelsea, Londres.